# Julia-Maria Köhler
Julia-Maria Köhler (* 16. Juli 1978 in Finsterwalde) ist eine deutsche Schauspielerin.

## Leben
Die im brandenburgischen Senftenberg aufgewachsene Köhler sammelte ihre ersten Erfahrungen am städtischen Theater Neue Bühne. Von 1998 an absolvierte sie ein Jahr lang eine Tanzweiterbildung am Ballet Arts Institute in New York. Von 2000 bis 2004 besuchte sie die Hochschule für Musik und Theater in Leipzig. Nach ihrer Schauspielausbildung folgten Engagements beim Sommertheater Leipzig, am Theater Chemnitz und am Theater Gera-Altenburg.
Im Jahr 2001 gab Köhler in einer kleinen Nebenrolle der ARD-Vorabendserie Berlin, Berlin ihr Schauspieldebüt vor der Kamera, es folgten weitere Fernseharbeiten. Der deutsche Produzent Nico Hofmann entdeckte die Schauspielerin bei einem Casting für die Titelrolle in der 2006 gedrehten ProSieben-Fernsehserie Verrückt nach Clara, in der sie eine Journalistin darstellte. Köhler spielte Hauptrollen in den Arthouse-Kinofilmen Ob ihr wollt oder nicht! und LowLights (beide 2009) und in mehreren Fernsehfilmen, darunter Inga Lindström – Schatten der Vergangenheit und Holger sacht nix (beide 2011).
2005 erhielt Köhler für ihre tänzerische Interpretation der Lady Macbeth einen Sonderpreis im Wettbewerb Das beste deutsche Tanzsolo der Euro-scene Leipzig.

## Filmografie (Auswahl)
- 2001–2023: In aller Freundschaft (Fernsehserie, 8 Folgen)
- 2002: Im Namen des Gesetzes (Fernsehserie, Folge 7x11)
- 2004: Schöne Männer hat man nie für sich allein (Fernsehfilm)
- 2004: Eine unter Tausend (Fernsehfilm)
- 2005: Gräfin Cosel – Aufstieg und Fall einer Mätresse (Die Geschichte Mitteldeutschlands) (Fernsehreihe)
- 2005: Tatort: Feuertaufe (Fernsehreihe)
- 2007: Verrückt nach Clara (Fernsehserie, 8 Folgen)
- 2007: Jacobs Bruder (Fernsehfilm)
- 2007: Notruf Hafenkante (Fernsehserie, Folge 2x08)
- 2008: GSG 9 – Ihr Einsatz ist ihr Leben (Fernsehserie, 3 Folgen)
- 2008: Wilsberg – Das Jubiläum (Fernsehreihe)
- 2008, 2015, 2022: SOKO Köln (Fernsehserie, Folgen 5x24, 12x10, 21×01)
- 2008: Familie ist was Wunderbares (Fernsehfilm)
- 2009: Ob ihr wollt oder nicht
- 2009: LowLights – Eine Nacht, ein Ritual (Artimos šviesos)
- 2010: Emilie Richards – Zeit der Vergebung (Fernsehfilm)
- 2010: Lasko (Fernsehserie, Folgen 2x01, 2x05)
- 2011: Familie Dr. Kleist (Fernsehserie, Folge 4x10)
- 2011: Inga Lindström – Schatten der Vergangenheit (Fernsehfilm)
- 2011: Leppel & Langsam (Fernsehfilm)
- 2011: Holger sacht nix (Fernsehfilm)
- 2012: Die Draufgänger (Fernsehserie, Folge 1x01)
- 2013: Dora Heldt: Ausgeliebt (Fernsehfilm)
- 2013: Medcrimes – Nebenwirkung Mord (Fernsehfilm)
- 2013: Der Vollgasmann (Fernsehfilm)
- 2014: Dora Heldt: Unzertrennlich (Fernsehfilm)
- 2014: Herzensbrecher – Vater von vier Söhnen (Fernsehserie, 11 Folgen)
- 2015: In aller Freundschaft – Die jungen Ärzte (Fernsehserie, Folge 1x13)
- 2015: Der Bergdoktor (Fernsehserie, Folge 8x08)
- 2015: Männer! – Alles auf Anfang (Fernsehserie, Folgen 1x01, 1x03)
- 2015: Die Bergretter (Fernsehserie, Folgen 7x01: Kein Weg zurück, 7x03)
- 2015, 2021: SOKO Wismar (Fernsehserie, Folgen 12x19, 19x02)
- 2016: Heldt (Fernsehserie, Folge 13x04)
- 2016: Ein Fall von Liebe (Fernsehserie, Folge 1x12)
- 2016: SOKO Leipzig (Fernsehserie, 3 Folgen)
- 2017: Bodycheck – Mit Herz durch die Wand
- 2017: Polizeiruf 110: Das Beste für mein Kind
- 2018, 2019: Beck is back! (Fernsehserie, 4 Folgen)
- 2018–2021: Magda macht das schon! (Fernsehserie, 3 Folgen)
- 2018: Cecelia Ahern: Ein Moment fürs Leben (Fernsehfilm)
- 2018: Lotte am Bauhaus
- 2019: Friesland: Asche zu Asche
- 2019: Letzte Spur Berlin (Fernsehserie, Folge 8x09)
- 2019: Alte Bande (Fernsehfilm)
- 2020: Kinder und andere Baustellen (Fernsehfilm)
- 2020: Notruf Hafenkante (Fernsehserie, Folge 14x25)
- 2020: Ein starkes Team: Scharfe Schnitte (Fernsehreihe)
- 2020: Dunkelstadt (Fernsehserie, Folge 1x04)
- 2022: Der Spalter (Fernsehfilm)
- 2023: Mordsschwestern – Verbrechen ist Familiensache – Ruby (Fernsehserie)
- 2023: Polizeiruf 110: Cottbus Kopflos (Fernsehreihe)
- 2024: WaPo Berlin (Fernsehserie) Wunschkind
- 2024: Maxton Hall – Die Welt zwischen uns (Fernsehserie)